# Restormel
Restormel (korn. Rostorrmoel) - dawny dystrykt w Anglii, w hrabstwie Kornwalia, istniejący w latach 1974-2009 i funkcjonujący na prawach borough. Centrum administracyjnym było St Austell.
Liczba ludności dystryktu wynosiła 101 900 osób a gęstość zaludnienia - 225 osób na km² i był to jedyny dystrykt ze średnią większą od gęstości zaludnienia całego regionu South West England.
Od kwietnia roku 2009 Kornwalia uzyskała status unitary authority, co oznacza, że zniknął podział na dystrykty i wszystkie funkcje przejął scentralizowany ośrodek w Truro, a dystrykt został zlikwidowany.

## Miasta dystryktu
- Newquay
- Mevagissey
- St Austell
- St Blazey
- Fowey